# 진성고등학교
진성고등학교(眞誠高等學校)는 대한민국 경기도 광명시 하안동에 위치한 사립 고등학교이다.

## 학교 연혁
- 1993년 7월 27일 : 학교 법인 진성학원 설립허가, 설립자 차종태 이사장 취임
- 1994년 10월 14일 : 진성고등학교 설립인가(학년 당 8학급)
- 1995년 3월 2일 : 제1회 신입생 입학
- 1995년 6월 1일 : 초대 성영수 교장 취임
- 1998년 2월 14일 : 제1회 졸업식(378명)
- 1998년 10월 12일 : 진성소식 창간호 발행
- 2001년 11월 24일 : 효천관(강당 겸 체육관) 준공
- 2002년 6월 20일 : 생활관 5층 도서실 및 특별교실 증축 준공
- 2003년 9월 26일 : 학급 설치 변경 인가(총 30학급)
- 2005년 3월 2일 : 진학지도실 개설
- 2006년 1월 12일 : 제2대 이사장 차동춘(교육학 박사) 취임
- 2016년 2월 12일 : 경기도교육청 지정 과학중점학교(2016~2020년)
- 2022년 10월 1일 : 제12대 차선민 교장 취임
- 2023년 12월 14일 : 제27회 졸업식(210명, 총누계 8,745명)
- 2024년 3월 4일 : 제30회 입학식(244명)

## 참고 자료
- 진성고등학교 - 한국교육학술정보원 학교알리미